# Dahlia Duhaney
Dahlia Duhaney (20 luglio 1970) è un'ex velocista giamaicana.
È stata campionessa mondiale della staffetta 4×100 metri a Tokyo 1991.

## Palmarès
| Anno | Manifestazione          | Sede          | Evento         | Risultato        | Prestazione | Note |
| ---- | ----------------------- | ------------- | -------------- | ---------------- | ----------- | ---- |
| 1988 | Mondiali juniores       | Sudbury       | Salto in lungo | 16ª              | 5,93 m      |      |
| 1991 | Giochi panamericani     | L'Avana       | 100 m piani    | 4ª               | 11"62       |      |
| 1991 | Giochi panamericani     | L'Avana       | 200 m piani    | 6ª               |             |      |
| 1991 | Giochi panamericani     | L'Avana       | 4×100 m        | Oro              | 43"79       |      |
| 1991 | Mondiali                | Tokyo         | 4×100 m        | Oro              | 41"94       |      |
| 1992 | Giochi olimpici         | Barcellona    | 100 m piani    | Quarti di finale | 11"61       |      |
| 1992 | Giochi olimpici         | Barcellona    | 4×100 m        | Finale           | dnf         |      |
| 1993 | Universiadi             | Buffalo       | 100 m piani    | Oro              | 11"56       |      |
| 1993 | Universiadi             | Buffalo       | 200 m piani    | Argento          | 22"79       |      |
| 1993 | Mondiali                | Stoccarda     | 200 m piani    | Semifinale       | 22"97       |      |
| 1994 | Giochi del Commonwealth | Victoria      | 100 m piani    | 5ª               | 11"34       |      |
| 1994 | Giochi del Commonwealth | Victoria      | 200 m piani    | 6ª               | 22"85       |      |
| 1994 | Giochi del Commonwealth | Victoria      | 4×100 m        | 4ª               | 43"51       |      |
| 1995 | Giochi panamericani     | Mar del Plata | 200 m piani    | Argento          | 23"03       |      |
| 1995 | Mondiali                | Göteborg      | 4×100 m        | Argento          | 42"25       |      |